# Theodor von Wasielewski

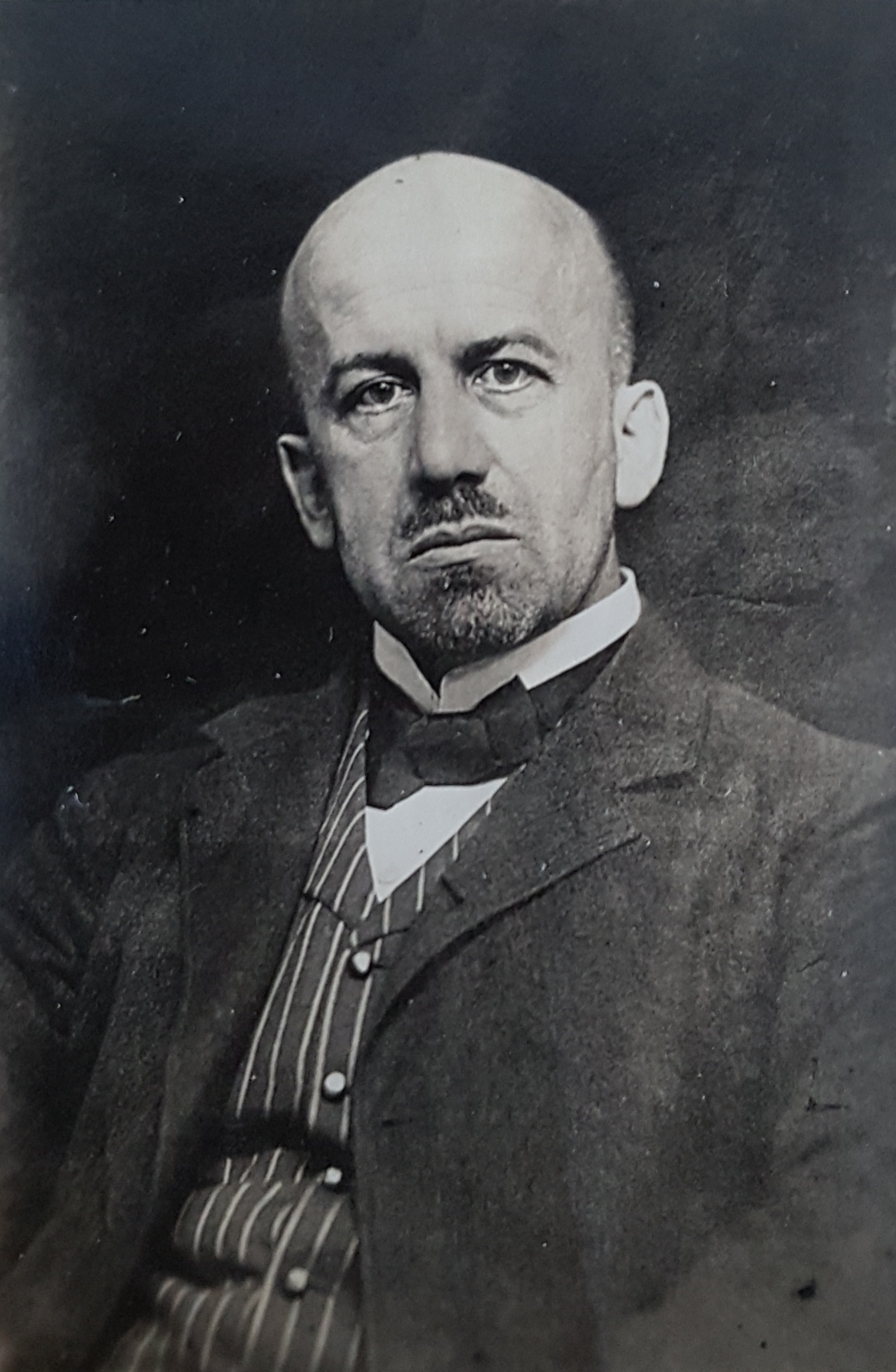
Theodor von Wasielewski

Theodor Karl Wilhelm Nikolaus von Wasielewski (* 6. Dezember 1868 in Neustadt, Westpreußen; † 30. Januar 1941 in München) war ein deutscher Mikrobiologe, Hygieniker und Krebsforscher.

## Leben
Theodor von Wasielewski war sechstes von sieben Kindern des Kgl. Preußischen Majors Theodor Wilhelm von Wasielewski (1821–1902) und seiner Frau Maria geb. Barth (1831–1876).
Während seines Studiums an der Kaiser-Wilhelm-Akademie für das militärärztliche Bildungswesen in Berlin beschäftigte er sich in eigenen Forschungen mit zellbiologischen und histologischen Fragestellungen. 1892 wurde er mit einer Arbeit zum Herpes Zoster promoviert.
Wasielewski trat als Unterarzt in die Charité in Berlin ein. Nach bestandenem Staatsexamen und der ärztlichen Approbation folgten bis 1904 Kommandierungen als Assistenzarzt bzw. wissenschaftlicher Assistent nach Halle, Hildesheim und Berlin. Während seiner Assistentenzeit forschte Wasielewski an Protozoen sowie Pockenerregern und habilitierte sich 1903 zu dieser Thematik an der Universität Berlin im Fach Hygiene. 1904 wurde Wasielewski als Bataillonsarzt zum Infanterie-Regiment 113 in Freiburg versetzt. Dort leitete er zugleich die bakteriologische Untersuchungsstelle beim Divisionsarzt. Zur Vertiefung seiner parasitologischen Kenntnisse unternahm er 1905 eine sechsmonatige Studienreise nach Rom, um sich der Erforschung der Malaria zu widmen.
1906 wurde Wasielewski zum 2. Badischen Grenadier-Regiment Kaiser Wilhelm I. 110 in Heidelberg versetzt. Im selben Jahr habilitierte er sich an der dortigen Universität mit einem Vortrag über die Verbreitung tierischer Blutparasiten in Deutschland und übernahm die Leitung der Histologisch-parasitologischen Abteilung des von Vincenz Czerny gegründeten Instituts für experimentelle Krebsforschung. Die Abteilung hatte die Aufgabe, mittels Tierexperimenten die Rolle von Parasiten bei der Krebsentstehung und -übertragung zu untersuchen. Wasielewski beschäftigte sich in seiner Heidelberger Zeit vor allem mit vergleichenden Tiergeschwulstuntersuchungen, dem Studium pflanzlicher Krebserreger und Protozoen.

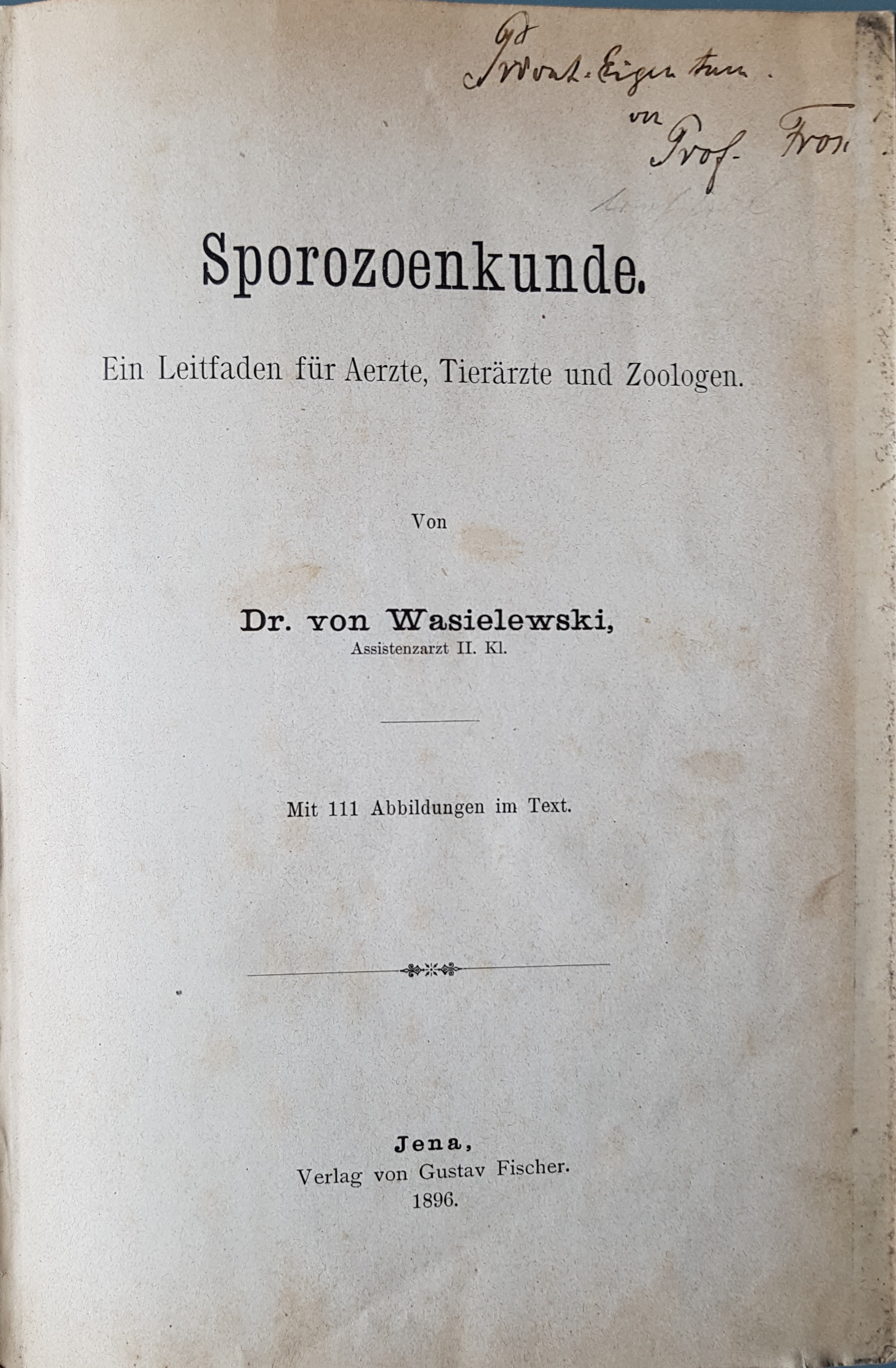
T. v. Wasielewski, Lehrbuch Protozoenkunde, aus der Privatbibliothek von Prof. Paul Frosch (1860–1928)

1907 ließ er sich aus dem Militärdienst entlassen, um sich vollständig seiner wissenschaftlichen Tätigkeit widmen zu können. An der Universität Heidelberg wurde er außerordentlicher Professor. 1913 übernahm Wasielewski, nach dem Weggang Emil von Dungern, die Leitung der gesamten wissenschaftlichen Abteilung des Instituts für experimentelle Krebsforschung.
Beim Beginn des Ersten Weltkrieges kehrte Wasielewski in den aktiven Militärdienst zurück, zunächst im Rang eines Oberstabsarztes als Hygieniker bei der Kriegslazarett-Abteilung des 14. Armeekorps, dann als beratender Korpshygieniker beim Oberkommando der Armeeabteilung Falkenhausen. In dieser Funktion war er für die Organisation der Seuchenbekämpfung und die Überwachung des Gesundheitsdienstes zuständig. 1916 erhielt Wasielewski den Ruf auf den Lehrstuhl für Hygiene der Universität Rostock als Nachfolger von Ludwig Pfeiffer. Gleichzeitig wurde er zum Direktor des Hygienischen Instituts und der Landes-Lebensmittel-Untersuchungsanstalt ernannt. Während des Krieges stand er dem fachärztlichen Beirat für Hygiene von Mecklenburg-Schwerin und Mecklenburg-Strelitz vor.
Im akademischen Jahr 1919/20 stand von Wasielewski der Medizinischen Fakultät der Universität Rostock als Dekan vor. 1935 wurde er emeritiert. Er starb am 30. Januar 1941 in München.

## Familie
Wasielewski heiratete 1905 in Berlin Hanna, geb. Gröndahl (* 1874), mit der er einen Sohn hatte: Hans Theodor von Wasielewski (1911–1944), Dr. phil., Geograph und Historiker an der Universität Tübingen.

## Schriften (Auswahl)
- Herpes Zoster und dessen Einreihung unter die Infektionskrankheiten. 1892.
- Sporozoenkunde. Ein Leitfaden für Ärzte, Tierärzte und Zoologen. Jena 1896.
- mit Ludwik Hirszfeld: Studien und Mikrophotogramme zur Kenntnis der pathogenen Protozoen. Leipzig 1904–1908.
- mit S. Bettmann: Zur Kenntnis der Orientbeule und ihres Erregers. Leipzig 1909.
- mit L. Hirschfeld: Untersuchungen über Kulturamöben. Heidelberg 1910.
- Die Hämatoproteus-Infektion des Turmfalken. 1918.
- mit M. Rosenfeld und Hans Winterstein: Alkohol u. Volksernährung. Berlin 1926.